# Ágætis byrjun
Ágætis byrjun (en español: Un buen comienzo) es el segundo disco oficial de la banda Sigur Rós, lanzado en 1999 por el sello discográfico Fatcat Records, grabado entre el verano de 1998 y la primavera de 1999 y producido por Kent Thomas.
Con este álbum Sigur Rós alcanzaría la fama mundial, y la crítica lo declararía como uno de los mejores discos de la historia de la música europea. 
Ágætis byrjun fue la primera canción en grabarse. La frase "Sí, esto fue un buen comienzo" fue bastante repetida por los miembros de la banda durante todo el proceso de grabación lo cual terminaría dando nombre al disco. El título puede tener dos significados, el evidente y otro más irónico si lo entendemos como "Algo mediocre". 
De este álbum se desprenden los sencillos Svefn-g-englar, 1999 y Ný batterí, 2000. En adición a esto el tema Svenf-g-englar se incluyó en la banda sonora del film Vanilla Sky y el de "Starálfur" en la película The life Aquatic.
Como hecho adicional durante el concierto de presentación del disco en el “Teatro de la Opera” de Islandia, tuvo lugar la despedida del Baterista Ágús.

## Lista de canciones
1. «Intro» – 1:36
2. «Svefn-g-englar» [Sonámbulos o ángeles sonámbulos] – 10:04
3. «Starálfur» [Un elfo mirando] – 6:47
4. «Flugufrelsarinn» [Salvador de Moscas ] – 7:47
5. «Ný batterí» [Pilas (o baterías) nuevas] – 8:11
6. «Hjartað hamast (bamm bamm bamm)» [El corazón late con fuerza)] – 7:11
7. «Viðrar vel til loftárása» [Buen tiempo para un ataque aéreo ] – 10:18
8. «Olsen Olsen» – 8:03
9. «Ágætis byrjun [Un buen Comienzo]» – 7:56
10. «Avalon» – 4:00